# Pete Miller
Pete Miller is een voormalig basketbalspeler en huidig basketbalcoach uit de Verenigde Staten. Sinds april 2021 is hij hoofdcoach van Donar uit Groningen.

## Carrière
Miller speelde college-basketbal voor de San José State University. Vanaf 1975 speelde hij drie seizoenen voor Nationale Nederlanden Donar, waar hij gemiddeld 20,5 punten per wedstrijd scoorde. Daarna vertrok Miller naar Duitsland waar hij 7 seizoenen gespeeld voor Leverkusen en München.
In 1985 begon Miller als coach in Duitsland. Van 2008 tot 2011 was hij hoofdcoach van Aris Leeuwarden. In 2010 bereikte hij de halve finale van de FEB playoffs. Daarna vertrok hij weer naar Duitsland. Sinds 2017 is Miller hoofdtrainer bij Basketball Academy RTC Noord en het hoogste jeugdteam van Donar.
In april 2021 werd Miller gepresenteerd als hoofdcoach van Donar voor de rest van het seizoen, nadat Ivan Rudež werd ontslagen.